# Étang de Supilinn
L'étang de Supilinn (en estonien : Supilinna tiik) est un étang situé dans le quartier Supilinn à Tartu en Estonie.

## Description
L'étang abrite divers amphibiens.
Ce plan d'eau de reproduction et d'habitat pour la grenouille d'étang protégée est une partie importante du réseau écologique du corridor vert d'Emajõgi.
En 1998, les autorités municipales projetait de construire un pont routier enjambant l'étang. 
Le plan n'a pas été mis en œuvre.
Au printemps et aussi à d'autres moments, lorsque le niveau d'eau à Emajões monte, l'eau de la rivière coule également dans l'étang de Supilinn et élève son niveau d'eau.

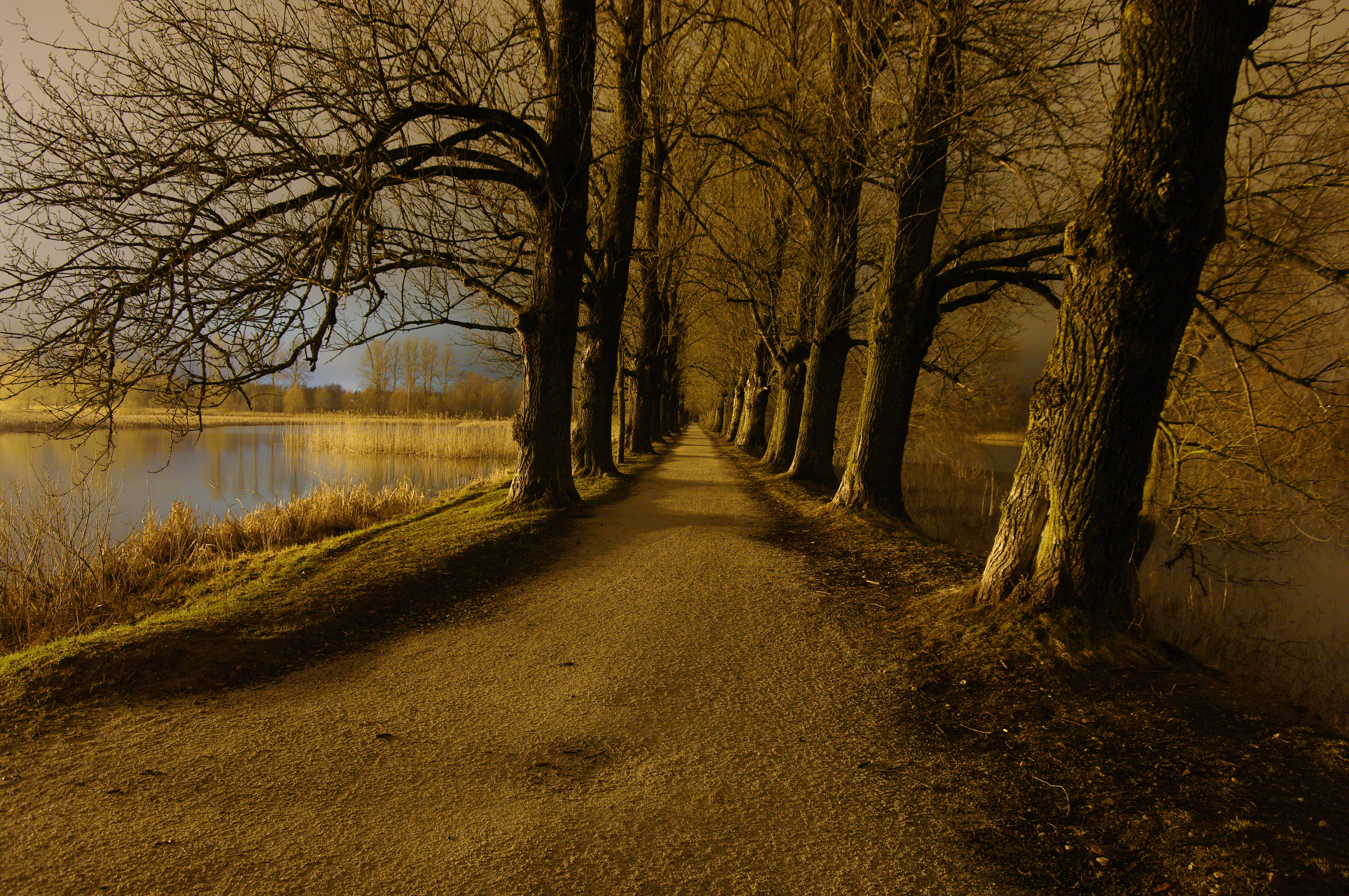
L'étang de Supilinn.